# Вежбець
Вежбець (пол. Wierzbiec, нім. Wackenau) — село в Польщі, у гміні Прудник Прудницького повіту Опольського воєводства.
Населення — 219 осіб (2011).

## Демографія
Демографічна структура станом на 31 березня 2011 року:
|          | Загалом | Допрацездатний вік | Працездатний вік | Постпрацездатний вік |
| -------- | ------- | ------------------ | ---------------- | -------------------- |
| Чоловіки | 113     | 40                 | 68               | 5                    |
| Жінки    | 106     | 25                 | 69               | 12                   |
| Разом    | 219     | 65                 | 137              | 17                   |